# Beddgelert
Beddgelert (en anglais : Gelert's Grave, en français : La tombe de Gelert) est un village de Snowdonia, dans la région de Gwynedd, au pays de Galles.

## Histoire
Il existe à proximité immédiate du village une attraction touristique censée être la tombe de Gelert. C'est au cours du XVIIIe siècle qu'un hôtelier local, David Prichard, a relié la légende de Gelert au village afin de stimuler le tourisme. Le nom du village provient probablement d'un missionnaire chrétien, Celert (ou Cilert), qui s'est implanté localement au VIIIe siècle. 